# Sofisma
Sofisma ou sofismo (do grego antigo σόϕισμα -ατος, derivado de σοϕίξεσϑαι "fazer raciocínios capciosos") em filosofia, é um raciocínio ou falácia se chama a uma refutação aparente, refutação sofística e também a um silogismo aparente, ou silogismo sofístico, mediante os quais se quer defender algo falso e confundir o contraditor. Não devemos confundir os sofismas com os paralogismos: os primeiros procedem da má fé, os segundos, da ignorância.

## Sofistas da Grécia antiga
A palavra sofista (do grego sophistes) deriva das palavras sophia e sophos, que significam "sabedoria" ou "sábio" desde os tempos de Homero, e foi originalmente usada para descrever a experiência em um conhecimento ou ofício em particular. Aos poucos, porém, a palavra também veio a denotar sabedoria geral e especialmente sabedoria sobre os assuntos humanos (por exemplo, política, ética ou gestão doméstica). Este foi o significado que foi atribuído ao grego  Sete Sábios do séculos VII e VI a.C. (como Sólon e Tales), e foi este o significado que apareceu nas histórias de Heródoto. Diz Platão que os sofistas não se preocupam em absoluto com obter a solução certa, mas desejam unicamente conseguir que todos os ouvintes estejam de acordo com eles.
Os principais e mais conhecidos sofistas foram Protágoras de Abdera (c. 490–421 a.C.), Górgias de Leontinos (c. 487–380 a.C.), Hípias de Élis, Licofrão, Pródico que teria sido mestre de Sócrates e Trasímaco, Cálicles embora tenham existido muitos outros dos quais se conhece pouco mais do que os nomes.
Protágoras foi um dos professores mais conhecidos e bem-sucedidos. Ele ensinou aos seus alunos as habilidades e os conhecimentos necessários para uma vida bem sucedida, especialmente na política, ao invés de filosofia. Ele treinou seus alunos para discutir a partir do ponto de vista, porque ele acreditava que a verdade não pode ser limitada a apenas um lado do argumento. Protágoras escreveu sobre uma variedade de assuntos e alguns fragmentos de sua obra chegaram aos dias de hoje. Ele é o autor da famosa frase: "O homem é a medida de todas as coisas", que é a sentença de abertura de seu trabalho chamado Verdade. Esta frase seria um dos pilares do relativismo. Também ensinava como tornar o argumento mais fraco no mais forte, fazendo com que posições impopulares passassem a ser convincentes. Segundo Platão, Protágoras define a sua arte como "educar os homens".
Górgias é outro sofista conhecido, sendo autor de uma obra perdida conhecida como Da Natureza do inexistente, onde argumentava de que nada existe; nela, ele tenta convencer seus leitores de que o pensamento e a existência eram diferentes, e disse que "o que importa é a adesão, não o ensinamento do justo ou do injusto". É importante ressaltar que Górgias estava indo de encontro com o pensamento de Parmênides, que afirmava a existência do ser e a impossibilidade da existência do não-ser. Diferente deste pensador, afirmava que o ser não existia, pois as definições dadas a este pelos diferentes filósofos que o antecederam eram contraditórias.

## Definições segundo Aristóteles
Aristóteles foi o primeiro a apresentar uma lista de sofismas em seu escrito Refutações sofísticas, considerado um apêndice aos Tópicos, ele indica que há duas classes de argumentos: uns verdadeiros e outros que não o são, embora pareçam. Estes últimos são os sofismas ou refutações sofísticas. Por sua vez estas se dividem em refutações sofísticas que dependem da linguagem usada, chamadas também de "sofismas linguísticos" e refutações sofísticas que não dependem da linguagem, chamadas também de "sofismas extralinguísticos".

## Prática contemporânea
Atualmente os veículos de comunicação têm sido relacionados ao uso do sofisma, exemplos incluem a falta de embasamento veiculado no telejornalismo e programas de entretenimento que "usam um discurso agradável para forçar a audiência a fazer o que eles querem".